# Inside In/Inside Out
Inside In/Inside Out – debiutancki album zespołu The Kooks wydany 23 stycznia 2006 roku przez wytwórnię Virgin Records.

## Lista utworów
1. "Seaside" – 1:40
2. "See the World" – 2:38
3. "Sofa Song" – 2:14
4. "Eddie's Gun" – 2:14
5. "Ooh La" – 3:30
6. "You Don't Love Me" – 2:36
7. "She Moves in Her Own Way" – 2:50
8. "Matchbox" – 3:11
9. "Naïve" – 3:23
10. "I Want You Back" – 3:26
11. "If Only" – 2:01
12. "Jackie Big Tits" – 2:34
13. "Time Awaits" – 5:09
14. "Got No Love" – 3:40
15. "Do You Love Me Still?" – 3:15 (Utwór bonusowy: USA)